# Listriella andresi
Listriella andresi is een vlokreeftensoort uit de familie van de Liljeborgiidae. De wetenschappelijke naam van de soort is voor het eerst geldig gepubliceerd in 2000 door Martin, Ortiz & Atienza.